# Adonis Arroyo
Adonis Ramon Arroyo (ur. 11 marca 1996) – wenezuelski zapaśnik w stylu wolnym. Brązowy medalista mistrzostw panamerykańskich w 2014 roku.